# 松野重元
松野 重元（まつの しげもと）は、安土桃山時代から江戸時代初期にかけての武将。通称は平八。諱は別に正重（まさしげ）。石田三成の偏諱を受けて三正（みつまさ）とも名乗った。官途は主馬首で、松野主馬の名で知られる。号を道円と称したので、松野道円ともいう。
関ケ原の合戦の折、主君小早川秀秋が西軍から東軍に寝返ろうとしたのを諫め、戦場を離脱したことで最も知られる。

## 生涯
松野平介（一忠）の弟・平八（重定）の子。伯父の平介は織田信長の馬廻で本能寺の変後に追腹をして果てた。父の平八は豊臣秀吉に馬廻として仕え、天正15年（1587年）に九州の役で戦死した。
重元も父を継いで秀吉に仕え、天正19年（1591年）に丹波国多紀郡富田・屋代に300石の采地を与えられた。
天正20年（1592年）、豊臣姓を賜った。知行1万石。
文禄4年（1595年）、小早川隆景の養子となった木下家定の五男・秀俊（のちの小早川秀秋）が丹波亀山から筑前名島へと移封になった際、秀吉より特に小早川氏の重臣として附けられ、その鉄砲頭に任じられた。また、この際に従五位下主馬首に叙任された。
慶長5年（1600年）の関ヶ原戦役では、秀秋に従って伏見城の戦いに参戦。9月15日の関ヶ原の戦いの本戦では、東軍へ寝返ろうとした秀秋に不満で、これに反発して不戦を貫き、戦線を離脱し、出奔した。しかし、このことが豊臣家を裏切らなかった忠義者としての評価を受け、戦後は田中吉政に仕官した。
吉政が筑後国柳川城32万石に加増転封されると、重元は1万2,000石（または1万3,000石）の知行を与えられ、同国山門郡松延城（現在の福岡県みやま市瀬高町松田、別名吉井城。後に廃城）の城番家老とされた。吉政の下、治水工事や堤防工事などに才を発揮し、重元が改修した川は「主馬殿川」と呼ばれた。
元和6年（1620年）に田中氏が二代目で無嗣断絶により改易となると、同年9月に駿河大納言徳川忠長に仕えた。寛永10年（1633年）にこの忠長も改易されて自害に追い込まれ、再び浪人した。
その後明暦元年（1655年）に没するが、死亡地については2つの説がある。一説に同年8月14日に病のために京都で死去したというもので、妙心寺に葬られた。
もう一説は陸奥国白河で死去したというものである。多田家資料によれば、駿河大納言断絶後、ほかの家臣は高崎でお預けとなったが、重元は浪人となって駿府に残った。のちに大津に居宅を構えたが、正保2年（1645年）になって越後村上藩本多能登守（本多忠義）に「御預け」となり、100人扶持を与えられた。これについては正保元年（1644年）8月、江戸城評定所の大寄合において、龍造寺伯庵、加藤風庵および松野重元の処遇が協議された結果であるという。いずれも家臣を抱えたまま牢人し、江戸で仕官を求めていたもので、幕府としては治安対策上江戸から遠ざけることに決定し、龍造寺伯庵は保科正之預かり、加藤風庵は松平安芸守（浅野光晟）預かり、松野重元は本多能登守預かりとなってそれぞれの領内に移動させられた。本多家の陸奥白河藩への転封により重元も移り、明暦元年（1655年）に83歳で死去という。

## 子孫
鳥取藩の多田家資料によれば、重元には男子が5人あった（うち1人は夭折）。
五男の松野重時は本多家に仕えてのちに400石を得、本多家（本多忠平）が転封された大和郡山藩の中老となって、元禄10年（1697年）に病死。重時の息子である瀬兵衛（重吉）も本多家に仕えたが、享保年間に本多家が「断絶」したため浪人し、近衛家に仕えている。瀬兵衛の息子である典膳が、鳥取藩重臣多田吉之進（1000石）の婿養子として迎えられたが、部屋住みのままで早世、多田家は典膳の娘の婿が継いだ。典膳の実家の松野家は、瀬兵衛の代で断絶したとみられる。

## 備考
- 慶長3年（1598年）8月、越前北ノ庄に減転封された小早川秀秋が、松野主馬正や菅仁三郎に知行を割り当てた文書が残る[14]（秀秋は翌慶長4年（1599年）に筑前名島に復帰）。小早川秀秋の越前転封は、『藩翰譜』では徳川家康らの奔走によって取り消されたことになっているが、この文書は実際に転封が行われ、検地の上知行割を行ったことを示す史料のひとつとなっている[15]。
- 「関が原で小早川秀秋を諫めて去り、浪人してのちに京都で死んだ人物」として伝えられ[4]、「武士の鑑」として称揚された[注釈 5]。『大日本人名辞書』では、諸侯が厚禄を示して招いたものの「二君に仕えず」として浪人のまま死んだと記述している[3]。